# Катата (1923)
«Катата» Katata (яп. 堅田, also Katada)   був річковим канонерським човном Імперського флоту Японії, входив до 11-го сентаю канонерських човнів, який діяв на річці Янцзи в Китаї, протягом 1920-х років, а також під час Другої китайсько-японської війни та Другої світової війни. 

## Контекст
«Катата» був другим річковим канонерським човном типу «Сета», замовлених відповідно до програми побудови флоту 1920 року для Імперського флоту Японії для операцій на внутрішніх водних шляхах Китаю. 

## Конструкція
Основна конструкція «Катата» формувалася на основі конструкції першого побудованого у Японії річкового канонерського човна «Тоба», з тими ж загальними розмірами та компонуванням. «Катата» мав корпус загальною довжиною 54,86 метрів і шириною 8,23 метра, при нормальній водотоннажності 338 тонн і осадку 1,02 м. Корабель приводили в рух дві парових турбіни Kampon з двома котлами, що передавали на три вали, виробляючи потужність 1400 кінських сил, що забезпечувало максимальну швидкість у 16 вузлів. 
Спочатку корабель був озброєний двома 80-міліметровими гарматами та п'ятьма 7,7-міліметровими кулеметами.

## Історія служби
«Катата» був закладений 29 квітня 1922 року і був спущений на воду 16 липня 1922 року на верфях Харіма в м. Айой. Оскільки річковий корабель не був спроможний до плавання у відкритому морі, він був розібраний на частини та перевезений на верф Тунгва в Шанхаї, де його знову зібрали, завершивши 20 жовтня 1923 року. Він признався для патрулювання річки Янцзи від Шанхаю до Трьох ущелин,  для демонстрації сили задля захисту громадян Японії та економічних інтересів. Виконував цю функцію впродовж 1920-х - початку 1930-х років.  Канонерським човном командував лейтенанта Масатомі Кімура з січня по вересень 1932 року, який пізніше дослужився до адмірала. 
З початком Другої китайсько-японської війни «Катата» базувався в Шанхаї і використовувався для евакуації японських підданих із внутрішніх  регіонів Китаю. Під час Шанхайської битви «Катата» 13 серпня 1937 року бомбардував китайські позиції в Шанхаї. Корабель також брав участь у в евакуації 20 000-30 000 японських цивільних жителів Шанхаю та прикривав висадку 3-ї дивізії Імперської японської армії, 8-ї дивізії та 11-ї дивізій на північ від Шанхаю. 
Близько 1940 року «Катата» був оснащений двома зенітними гарматами 3,1-дюйма / 40 кал та п'ятьма 13,2-мм кулеметами Гочкісса. Корабель був включений до складу Першого Китайського експедиційного флоту. 22 червня 1942 року він брав участь в «Операції SE» і був призначений в оперативну групу «Озеро Тун Тінг» з канонерками «Сета» та «Суміда». Наприкінці 1943 року зенітне озброєння було додатково посилене із заміною п'яти кулеметів Hotchkiss на шість автоматичних зенітних гармат типу 96 АА. 
12 грудня 1944 літаки США  бомбардували і пошкодили  «Катату» поблизу Цзюцзян, Цзянсі у точці 29°35′ пн. ш. 116°10′ сх. д. / 29.583° пн. ш. 116.167° сх. д. (можливо, корабель затонув і потім був піднятий). На початку 1945 р. канонерський човен відбуксирували до Шанхаю, де з нього зняли  озброєння, щоб посилити наземну оборону. 2 квітня 1945 року корпус канонерського човна був обстріляний  винищувачами «Мустанг» і залишився у зруйнованому стані до капітуляції Японії. 
Корпус був переданий Китайській Республіці в якості військових репарацій у 1946 р., а через деякий час був утилізований.  «Катата» був офіційно вилучений зі списку військово-морського флоту 3 травня 1947 року. 